# Artistique-Weltmeisterschaft 1963

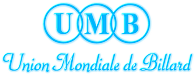
Logo UMB (ausrichtender Verband)

Veranstaltungsort: Lyon

Die Billard-Artistique-Weltmeisterschaft 1963 war das vierte Turnier in dieser Disziplin des Karambolagebillards und fand vom 30. Mai bis zum 2. Juni 1963 in Lyon statt.

## Geschichte
Joaquín Domingo verteidigte in Lyon seinen Artistique-Titel mit einem neuen Weltrekord. Er erzielte 304 Punkte. Auch der erstmals teilnehmende Belgier Raymond Steylaerts zeigte seine Klasse mit exakt 300 Punkten vor Francisco Munte, der wieder Dritter wurde.

## Modus
Gespielt wurden 76 verschiedene Figuren mit verschiedenen Punktewertungen. Jeder Teilnehmer hatte pro Figur drei Versuche. Die maximale Punktzahl betrug 500 Punkte.

Gewertet wurde wie folgt:
1. Punkte = Erzielte Punkte
2. Versuche = Anzahl der gespielten Versuche
3. gelöste Figuren = gelöste Figuren
4. HS = Punkte der nacheinander gelösten Figuren

## Abschlusstabelle
| Platz                        | Name               | Punkte | Versuche | gel. Figuren | HS |
| ---------------------------- | ------------------ | ------ | -------- | ------------ | -- |
| 1                            | Joaquín Domingo    | 304    | 162      | 50           | 57 |
| 2                            | Raymond Steylaerts | 300    | 181      | 48           | 46 |
| 3                            | Francisco Munte    | 182    | 192      | 30           | 36 |
| 4                            | Roger de Becker    | 181    | 196      | 30           | 25 |
| 5                            | Juan Font          | 169    | 188      | 29           | 17 |
| 6                            | Laurent Boulanger  | 168    | 199      | 26           | 23 |
| 7                            | Antoine Schrauwen  | 165    | 195      | 28           | 20 |
| 8                            | Guy Lachmann       | 163    | 191      | 26           | 24 |
| 9                            | Raymond Jublot     | 122    | 200      | 23           | 15 |
| 10                           | Richard Kron       | 112    | 206      | 21           | 15 |
| Turnierdurchschnitt: 37,32 % |                    |        |          |              |    |